# Mofu (peuple)
Pour les articles homonymes, voir Mofu.
Les Mofu sont une population d'Afrique centrale vivant au nord du Cameroun dans les monts Mandara. Ils font partie du groupe kirdi. Dans les années 1980 leur nombre a été estimé à plus de 85 000,

## Ethnonymie
Selon les sources et le contexte, on observe quelques variantes : Douvangar, Mofou-Diamaré, Mofou-Douvangar, Mofou, Mofous, Mofu-Diamaré, Mofu-Douvangar, Mofus.
Le nom a été attribué par des occidentaux dans un but de classification. Il recouvre des ethnies qui ne se reconnaissent pas de liens communs et n'ont pas nécessairement les mêmes pratiques et organisations. Ainsi les Mofu-Gudur possèdent par exemple une classe de forgerons et ne pratiquent la fête du maray (abattage sacrificiel d'un taureau) contrairement aux « Mofou-Diamaré »

## Langues
Ils parlent une langue tchadique, le mofu du Nord (ou douvangar). De la même façon que l'ethnie Mofu se distingue de l'ethnie Mofu-gudur, leur langue se distingue du mofu du Sud (ou mofu-gudur ou gudur, langue avec laquelle elle est quequefois confondue). Certains utilisent aussi le peul.

### Filmographie
- Mofou, gens des rochers, France 3 Grenoble, 16 novembre 1996, 25 min 08 s, Archives de l'INA, (extrait en ligne)
- Jaglavak, prince des insectes, film documentaire réalisé par Jérôme Raynaud, ZED, Paris, 200X, 58 min (DVD)
- Le Taureau des ancêtres, film documentaire de Jeanne-Françoise Vincent, CNRS Audiovisuel, Meudon, 2006 (cop. 1993), 52 min (DVD)